# Alan Louarn
Alan Louarn, fr. Alain Louarn (ur. w 1918 r., zm. w 1993 r.) – bretoński publicysta i działacz narodowy.
Ukończył college w Quimper. Pracował jako nauczyciel. Należał do nacjonalistycznej Bretońskiej Partii Narodowej (PNB) i bojówek Kadervenn. W sierpniu 1939 r. był zamieszany w sprawę nielegalnego przewiezienia broni z Niemiec na wybrzeże bretońskie z pomocą Abwehry. Po wybuchu II wojny światowej został zmobilizowany do armii francuskiej. Brał udział w maju-czerwcu 1940 r. w wojnie francusko-niemieckiej, dostając się do niewoli niemieckiej. Już we wrześniu tego roku jako Bretończyk został zwolniony z obozu jenieckiego. Powrócił do Bretanii, gdzie ponownie zaangażował się w działalność nacjonalistów bretońskich. Pisał artykuły do bretońskiego pisma kolaboracyjnego „L’Heure Bretonne”. Od grudnia 1941 r. tworzył młodzieżową część paramilitarnych bojówek PNB Bagadoù stourm. Należał do antysemickiej grupy Lan hag Herve, spisującej w języku bretońskim kroniki Bretanii pod nadzorem wysokiego funkcjonariusza vichystowskiego Xaviera de Langlaisa. W 1943 r. został zastępcą przewodniczącego PNB ds. młodzieżowych i asystentem Yanna Gouleta. Po wyzwoleniu Francji przez wojska alianckie zbiegł za granicę. W 1962 r. powrócił do Bretanii, po czym utworzył w Rennes bretońskie biuro informacyjne (Brudañ ha Skignañ). Brał udział w różnych spotkaniach dotyczących problemów Bretanii, najczęściej rozpędzanych przez policję.